# Vittore Belliniano

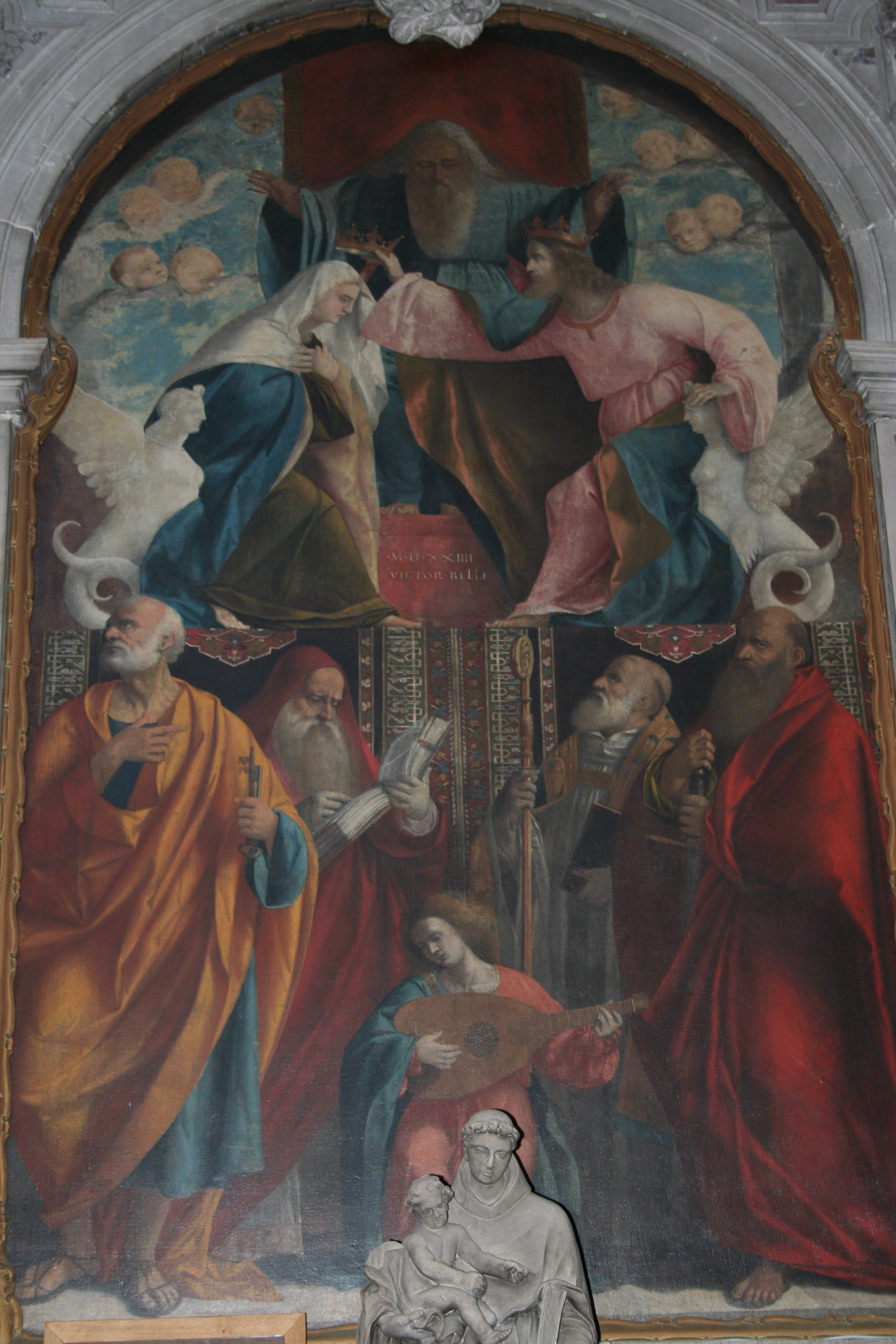
Coronación de la Virgen, iglesia parroquial de Spinea.

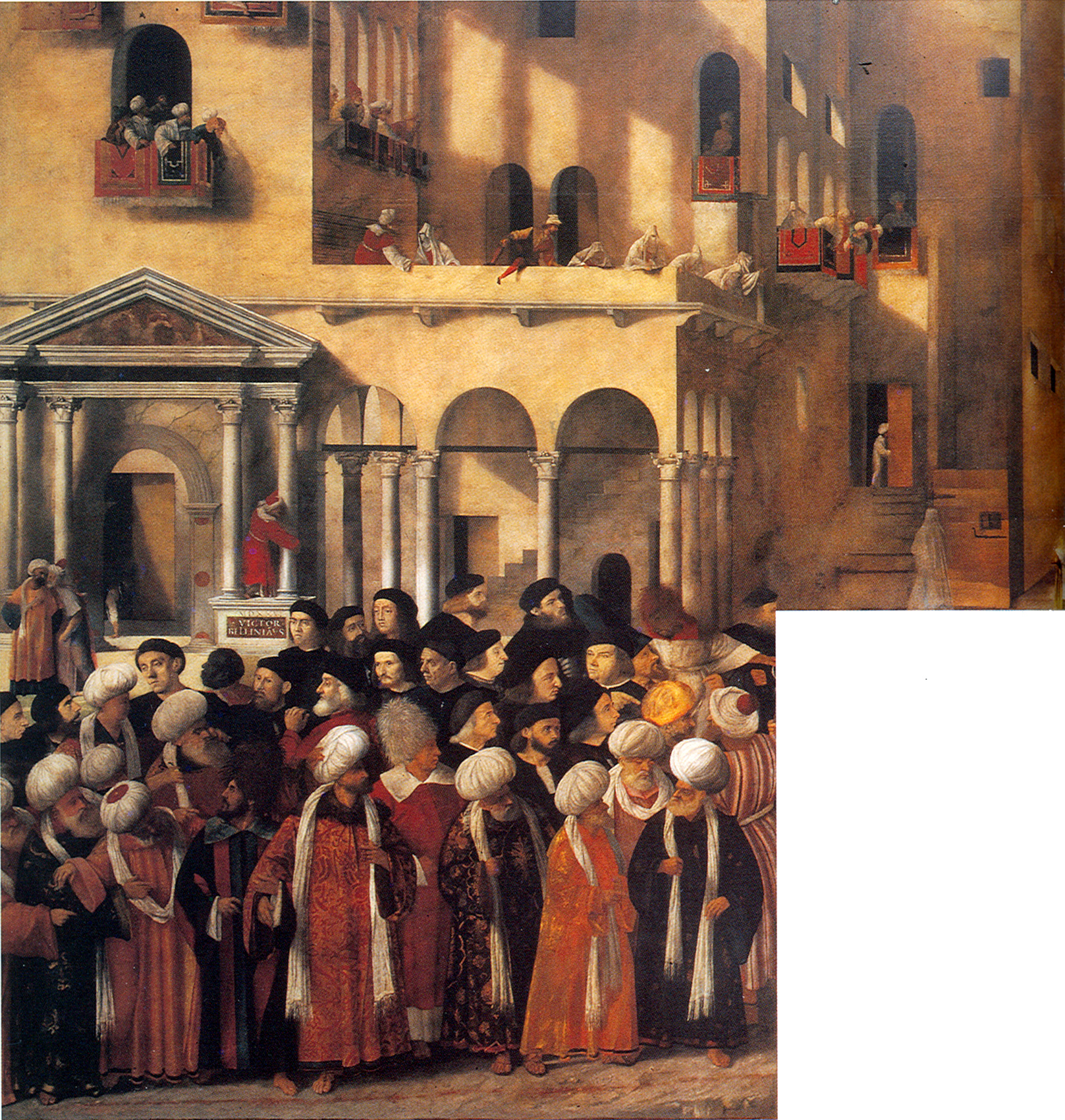
Martirio de San Marcos

Vittore di Matteo (Venecia, c. 1456-Venecia, después del 16 de agosto de 1529), fue un pintor italiano del Renacimiento, activo en Venecia. Asumió el nombre de Vittore Belliniano en 1516 en honor de su fallecido maestro, Giovanni Bellini.

## Biografía
Formado en el taller de Giambellino, fue el discípulo más cercano al maestro. Por recomendación de éste (1507), obtuvo junto a Vittore Carpaccio el encargo de acabar los lienzos para el Palazzo Ducale de Venecia, que Alvise Vivarini había dejado sin finalizar. En 1508 formó parte de la comisión de tasación de los frescos de Giorgione en el Fondaco dei Tedeschi.
A la muerte de Bellini asumió su legado artístico y se hizo cargo del Martirio de San Marcos para la Scuola Grande di San Marco, encargado al maestro en 1515. Vittore lo concluyó en 1526. Aunque siempre fue muy fiel al estilo de su maestro, con el tiempo aceptó influencias de otros pintores, como las tonalidades románticas de Giorgione o la grandiosidad de las figuras típica de Tiziano. Algunas obras nos sugieren su habilidad como retratista.

## Obras destacadas
- Concierto (1505-15, The Royal Collection, Londres)
- Sacra Conversación (Iglesia parroquial, Zero Branco)
- Dos hombres con ropas de pieles (Museum of Fine Arts, Boston)
- Dos hombres con ropas de pieles (Museo del Louvre, París), atribución dudosa.
- Virgen con el Niño, San Juan Bautista y Santa Isabel (Galleria dell'Accademia, Venecia)
- Retrato de hombre (Accademia Carrara, Bergamo)
- Natividad (1520, Museo Civico, Rovereto)
- Cristo yacente (Scuola Grande di San Rocco, Venecia)
- Coronación de la Virgen (1524, Santi Vito e Modesto, Spinea)
- Martirio de San Marcos (1526, Galleria dell'Accademia, en depósito en el Ospedale Civile, Venecia)